# (6228) Yonezawa
(6228) Yonezawa est un astéroïde de la ceinture principale.

## Description
(6228) Yonezawa est un astéroïde de la ceinture principale. Il fut découvert le 17 janvier 1982 à Tokai par Toshimasa Furuta. Il présente une orbite caractérisée par un demi-grand axe de 2,69 UA, une excentricité de 0,11 et une inclinaison de 14,4° par rapport à l'écliptique.

## Compléments